# Ю
Ю, ю (yu) é a trigésima segunda e penúltima letra do alfabeto russo.
O seu som é a da vogal palatizada /ju/.